# Viviana Bottaro
Viviana Bottaro (n. 2 septembrie 1987, Genova, Italia) este o sportivă ce a reprezentat Italia, medaliată olimpică. A participat la o ediție a Jocurilor Olimpice (2020) în care a câștigat o medalie de bronz.